# Tejo Remy
Pour les articles homonymes, voir Remy (homonymie).

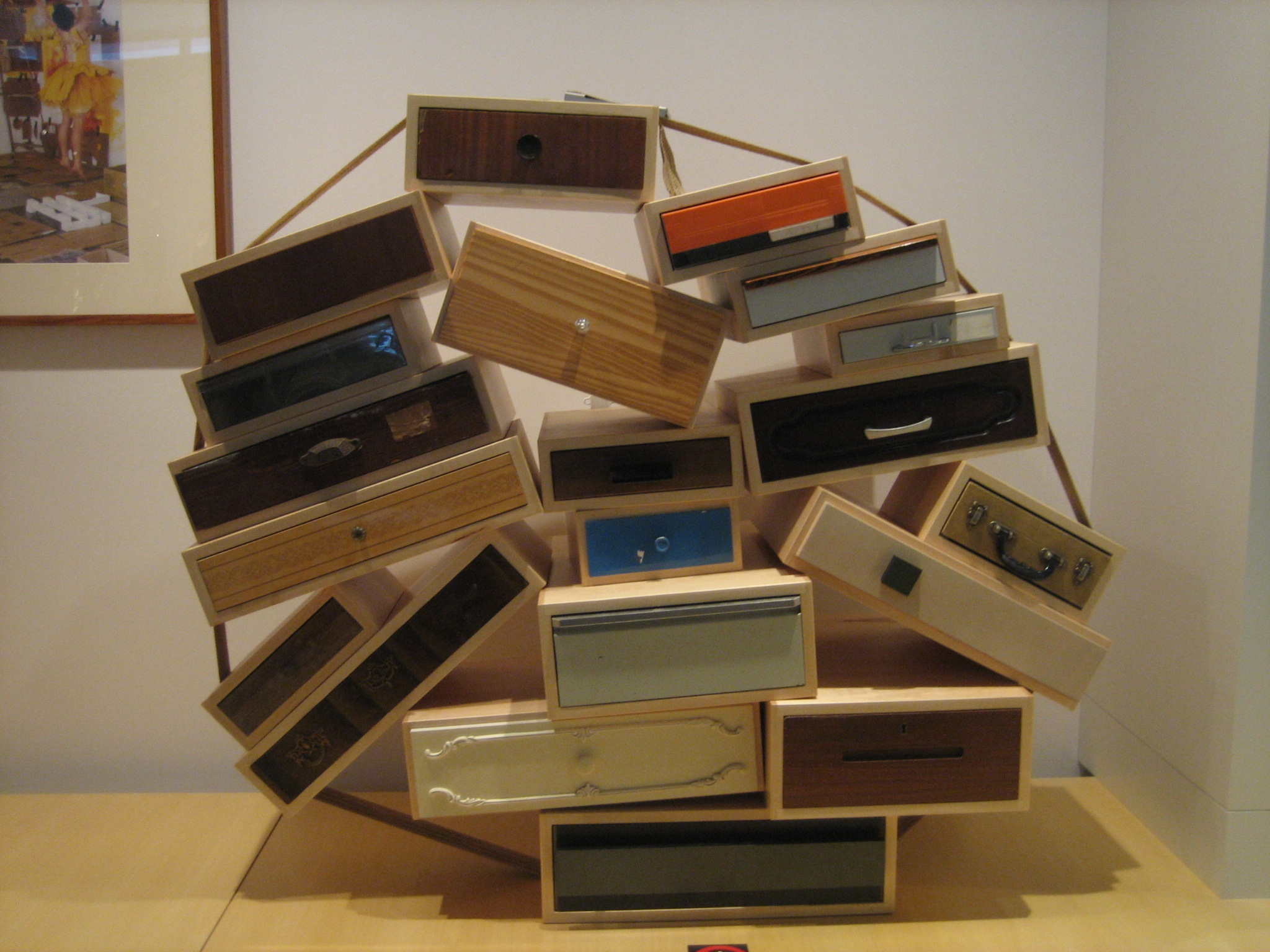
La commode Chest of drawers de Tejo Remy

Téjo Remy, né le 3 juin 1960 à Nimègue aux Pays-Bas, est un designer néerlandais. 

## Biographie
Téjo Remy étudie le design à la Utrecht School of Arts. C'est lors de ses examens qu'il crée ce qui est devenu une pièce maîtresse du design contemporain : la commode Chest of drawers pour laquelle il lie vingt tiroirs en bois à l'aide d'une sangle. Sa Milk Bottle Lamp a également marqué par son recyclage radical d'un matériau pauvre : des bouteilles de lait en verre mises en commun et contenant chacune une ampoule.
Téjo Remy devient membre de Droog Design en 1993, collectif qu'il affectionne pour sa nouvelle approche du design, sa conception des matériaux ainsi que son mélange entre l'interaction et l'utilisateur. Il réalisa également la Rag chair en 1991. Il finit par quitter Droog Design pour créer avec René Veenhuizen la marque Remy/Veenhuizen.
Le meuble Chest of drawers fait partie des collections du MoMA.